# Ochraethes octomaculata
Ochraethes octomaculata là một loài bọ cánh cứng trong họ Cerambycidae.